# Villa Sperlinga
Villa Sperlinga è un giardino comunale della città di Palermo, situato all'interno del quartiere Libertà. Da tale spazio prende il nome la quarantesima Unità di Primo Livello del capoluogo. 

## Descrizione
Il giardino, in origine ben più vasto rispetto all'estensione attuale, nacque nel 1667 come riserva di caccia personale di Giovanni Stefano Oneto, duca di Sperlinga. Il parco rientrava in un ampio appezzamento di terreno noto come "Firriato di Sperlinga", a cui era annessa anche la dimora di villeggiatura della famiglia Oneto: tale edificio passò in mano al Senato di Palermo nel 1835, che lo utilizzò come nuovo albergo delle povere; nel 1839, Francesco Paolo Gravina, principe di Palagonia, lo ricevette in enfiteusi, accettando di mantenere la destinazione del sito per i bisognosi e fondando per tale motivo lo "Stabilimento di Mendicità", la cui attività cessò del tutto nel 1906; infine, nel 1931, la struttura venne acquisita dallo Stato per costituirvi il Centro di Rieducazione Minorile e il Tribunale dei Minori. 
Per quanto riguarda l'ampio giardino annesso alla residenza seicentesca degli Oneto, questo venne acquistato da Joshua ed Euphrosyne Whitaker nel 1886, che lo trasformarono in un parco in stile romantico dove far sorgere la propria abitazione. Tuttavia, in seguito alla morte di Joseph Whitaker la coppia preferì trasferirsi nella villa di famiglia in via Cavour, dedicando villa Sperlinga ai garden party, alle competizioni tennistiche e alla cerimonia dell'Empire's Day, in occasione della quale l'intera comunità inglese di Palermo, compresi i marinai di passaggio e alcuni esponenti della nobiltà locale, facevano visita ai Whitaker.
Negli anni Quaranta, l'erede Audrey Sophia Whitaker decise di capitalizzare il bene in seguito ad un incendio che distrusse gran parte degli alberi della villa, che per questo perse il vincolo di verde storico. Il parco venne venduto all'impresa romana Società Immobiliare, che nel 1952 arrivò ad un accordo con il Comune di Palermo per lottizzare i terreni, cedendone una parte per realizzare quello che è l'attuale giardino pubblico situato di fronte piazza Unità d'Italia, lungo viale Boris Giuliano (già viale Piemonte).
All'interno dell'attuale villa Sperlinga sono collocate tre sculture di Vittorio Gentile: "Amanti come genesi di forma verticale", "Ipotesi di forma orizzontale" e "Grande torso". Inoltre, accanto al giardino sorge il quinto palazzo più alto della città, la Torre Sperlinga.